# Paul Franz (Politiker)
Paul Franz (* 18. Mai 1891 in Zarrentin; † 3. Februar 1945 in Berlin) war ein deutscher Politiker (SPD).

## Leben
Paul Franz stammte aus einer Arbeiterfamilie und schloss nach Besuch der Volksschule eine Malerlehre ab. Anschließend ging er auf Wanderschaft.
Im Ersten Weltkrieg war er als Soldat an der Front.
1912 war er bereits in die SPD eingetreten und gehörte 1918 dem Arbeiter- und Soldatenrat in Lübeck an. Er gründete 1919 die SPD-Parteizeitung Das Freie Wort mit. 1919 wurde er Mitglied im Verfassunggebenden Landtag von Mecklenburg-Schwerin, er gehörte anschließend auch, nun für die MSPD, dem ersten ordentlichen Landtag von Mecklenburg-Schwerin an.
Franz engagierte sich ab 1922 stark für die Kriegsgeschädigten und Hinterbliebenen des Ersten Weltkriegs. In der Zeit wurde er auch Mitglied der Bundesleitung des Reichsverbandes für Kriegsgeschädigte und Hinterbliebene. Später war er Vereinsgründer des Bundes für humane Technokratie, welcher am 1. September 1933 in Berlin als eine getarnte Organisation von Sozialisten und Pazifisten gegründet worden war, offiziell genehmigt war und dessen Leiter Franz wurde. Im Januar 1935 wurde die Gruppe; ca. 30 Personen, u. a. auch Erich Gießner; von der Gestapo verhaftet und die Gruppe musste aufgelöst werden.
Nach der Auflösung des Bundes machte Franz unter ständiger Beobachtung weiter und wurde im Januar 1936 in Stralsund erneut von der Gestapo festgenommen. Ihm wurde vorgeworfen, dass er gegen die Regierung gehetzt hätte und kommunistische Mundpropaganda betrieben hätte. Franz gab in der Verhandlung zu, über Hermann Göring und die Rassengesetze Witze gemacht zu haben, verwies dabei aber auf ein Missverständnis. Eine staatsfeindliche Bestrebung konnte ihm nicht nachgewiesen werden. Letztendlich wurde er aber am 6. Oktober 1936 durch das Kammergericht Berlin wegen angeblicher Vorbereitung zum Hochverrat zu zwei Jahren Zuchthaus verurteilt. Im Zuchthaus Brandenburg verbrachte er die Haft. Nach den zwei Jahren in Haft stand er bis Mitte Januar 1940 unter Polizeiaufsicht.
Er starb im Februar 1945 bei einem Luftangriff auf Berlin.